# Universelle Dezimalklassifikation
Die Universelle Dezimalklassifikation (UDK; auch Internationale Dezimalklassifikation) ist eine Bibliotheksklassifikation, die Ende des 19. Jahrhunderts als mehrsprachige Alternative aus der Dewey Decimal Classification weiterentwickelt wurde. Sie wird vor allem außerhalb des angloamerikanischen Sprachraums zur Erschließung von Bibliotheksbeständen eingesetzt.

## Historische Entwicklung
Das System der Dezimalklassifikation beruht auf einer Dezimalklassifikation, die ursprünglich von Gottfried Wilhelm Leibniz (1646–1716) erdacht wurde und die der US-amerikanische Bibliothekar Melvil Dewey (1851–1931) zur Dewey Decimal Classification (DDC) weiterentwickelte.
Die DDC war jedoch teilweise so speziell amerikanisch, dass die beiden belgischen Bibliothekare Paul Otlet und Henri La Fontaine 1895 eine europäische Variante für den internationalen Gebrauch kreierten, die sie Universelle Dezimalklassifikation nannten.
In Deutschland führte der Deutsche Normenausschuss (DNA) 1932 die UDC der beiden Belgier auf Grundlage der französischsprachigen zweiten Internationalen Auflage unter der Bezeichnung Dezimalklassifikation (DK) als Kurzausgabe ein, die 10 % der UDC-Zahlen enthielt. Trotzdem orientierten sich so viele deutsche Bibliotheken und Dokumentationsstellen an diesem System, dass 1941 eine Gesamtausgabe erscheinen konnte. Die British Standards Institution (BSI) und der DNA gaben 1957 eine internationale Kurzausgabe heraus, die französische, englische und deutsche Begriffe nebeneinanderstellte. Diese wurde 1970 durch die Fédération Internationale de Documentation (FID) ergänzt.
Die auf der UDC beruhende deutsche DK hat nur eine sehr geringe Zahl von Anwendern. Auch die internationalen Lizenznehmer sind laut UDC-eigenen Angaben auf fünfzehn beschränkt.

## Grundlagen

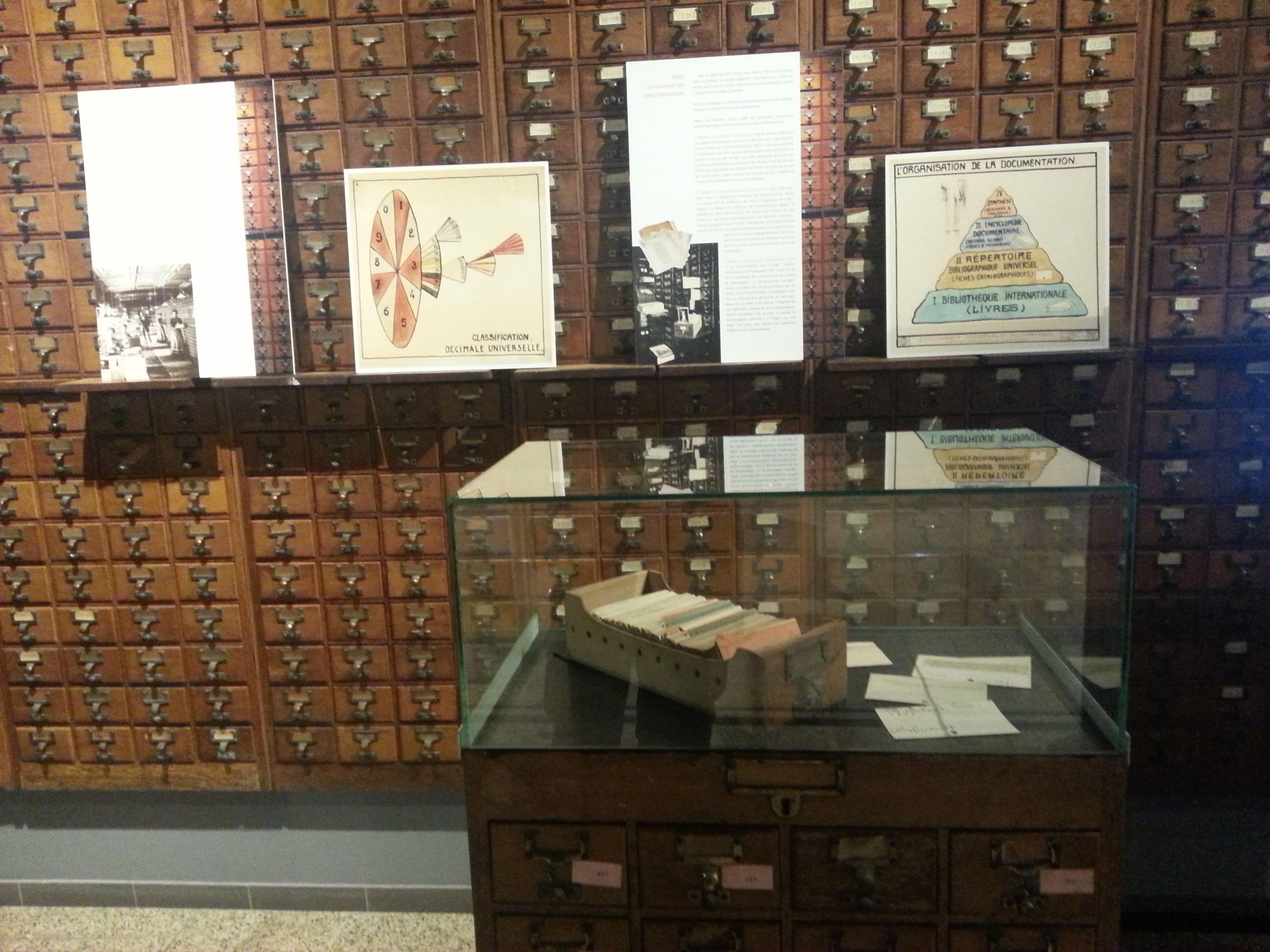
Anschauungsbeispiel der UDC aus dem Mundaneum

Diese über Jahrzehnte gewachsene Darstellung des Wissens aller Gebiete der menschlichen Erkenntnis arbeitet ausschließlich mit Ziffern und Sonderzeichen. Die Ziffern werden in Dreierkombinationen durch einen Punkt getrennt, so dass die Darstellung übersichtlicher wird.
Nur bei der Angabe von Eigennamen sind Buchstaben oder andere Zeichen zugelassen.
Insgesamt sind derzeit ca. 200.000 Sachverhalte in ein Gesamtwerk aufgenommen worden. Dieses dient jedoch nur als Grundlage für Klassifikatoren, die ihre spezifischen Sachgebiete erschließen wollen. Durch Kombination vorhandener Notationen (Syntaktische Indexierung) erlaubt die Universelle Dezimalklassifikation eine sehr kompakte Darstellung von äußerst komplexen Begrifflichkeiten.
Als Beispiele mögen hierzu dienen (Erklärung der Syntax siehe unten):
- 621.395.6:331.761-057.62 Fachmonteure für Kommunikationsendgeräte, die als Pendler zu ihrer Arbeitsstätte kommen
- 622.33 Horno Kohlenbergbau (Zeche) Horno

Die DDC unterscheidet sich von der UDC unter anderem darin, dass die DDC-Hauptklasse 400 (Sprache und Linguistik) unbesetzt ist und stattdessen mit der DDC-Hauptklasse 800 (Literatur) zur UDC-Hauptklasse Linguistik und Literatur zusammengeführt wurde.

## Hauptabteilungen
- 0 Allgemeines
- 1 Philosophie. Psychologie
- 2 Religion. Theologie
- 3 Sozialwissenschaften. Politik. Wirtschaft. Recht. Pädagogik. Völkerkunde
- 4 (nicht mehr belegt; früher: Sprachwissenschaften, Philologie)
- 5 Naturwissenschaften. Mathematik
- 6 Angewandte Wissenschaften. Medizin. Technik. Betriebswirtschaft. Informatik
- 7 Kunst. Kunsthandwerk. Musik. Spiel. Sport
- 8 Sprachwissenschaft. Literaturwissenschaft
- 9 Geographie. Biografien. Geschichte

## Anhängezahlen
Die Klassifikation wird erweitert durch allgemeine und besondere Anhängezahlen sowie durch Beziehungssymbole zwischen DK-Zahlen.
Zusätzlich gibt es weitere Möglichkeiten der Darstellung und Kombination von Ziffernfolgen (Deskriptoren):
+ „und“Beiordnungszeichen (z. B. 178.1+33 Alkoholismus und Volkswirtschaft)
: „Doppelpunkt“Beziehungszeichen (z. B. 178.1:33 Auswirkung von Alkoholismus auf die Volkswirtschaft)
/ „bis“Erstreckungszeichen aufeinanderfolgender DK-Zahlen (z. B. 592/599 Systematische Zoologie: 592 bis einschließlich 599)
' „Apostroph“Zusammenfassungszeichen
=... „gleich“Allgemeine Anhängezahlen der Sprache
(0...) „Klammer Null“Allgemeine Anhängezahlen der Form
(…) „Klammer“Allgemeine Anhängezahlen des Ortes
(=...) „Klammer gleich“Allgemeine Anhängezahlen der Rassen- und Volksbezeichnungen
„…“ „Anführungszeichen“Allgemeine Anhängezahlen der Zeit
A/Z „Name“Bezeichnung, Name in Klarschrift
-... „Strich“Besondere Anhängezahlen (je nach DK-Gebiet)
.00... „Punkt Null Null“Allgemeine Anhängezahlen des Gesichtspunktes
.0 „Punkt Null“Besondere Anhängezahlen (je nach DK-Gebiet)
. „Punkt“Trennung von je drei Ziffern
... „Punkt Punkt Punkt“Ersatz für zu ergänzende Ziffern
[] (Eckige Klammern)Gruppierung
Die DK-Zahlen werden in der oben angegebenen Reihenfolge aufgelistet.

### Allgemeine Anhängezahlen der Sprache
Die allgemeinen Anhängezahlen der Sprache dienen zur sprachlichen Kennzeichnung. Sie folgen der Abteilung 80 in der UDK. Dabei wird 80 durch = ersetzt. Werke in mehreren Sprachen können durch =00 oder durch die Anhängezahlen der einzelnen Sprachen angegeben werden. Übersetzungen werden stets durch =03 gekennzeichnet.
- 803.0 Deutsche Sprache
- =30 Schrift in deutscher Sprache
- 53(021)=20=30=40 Handbuch der Physik in Englisch, Deutsch, Französisch
- 53(021)=03.82 Handbuch der Physik, übersetzt aus dem Russischen
- 53(021)=40=03.82 Handbuch der Physik in französischer Sprache, übersetzt aus dem Russischen

### Allgemeine Anhängezahlen der Form
Die allgemeinen Anhängezahlen der Form dienen zur Kennzeichnung der Form eines durch die Hauptzahl bestimmten Begriffs. Sie werden dargestellt als (0...) (gesprochen Klammer Null). Hier einige Beispiele:
- (021) Umfangreiche Bücher. Mehrbändige Werke (mit insgesamt mehr als 1000 Seiten)
  - (021.1) ohne Fachkenntnisse verständliche Darstellungen
    - (021.11) Geringe Anforderungen. Volkstümliche Darstellungen
    - (021.13) Hohe Anforderungen

  - (021.5) Hochschulkenntnisse erforderlich
- (042) Vorträge, Vorlesungen, Reden, Ansprachen
  - (042.3) Vorträge

### Allgemeine Anhängezahlen des Ortes
Die allgemeinen Anhängezahlen des Ortes dienen der Kennzeichnung der räumlichen Lage eines Begriffes, der durch die Hauptzahl bezeichnet wird. Die Darstellung der Anhängezahlen des Ortes ist (…) (gesprochen „Klammer“).
Man kennzeichnet:
1. Naturräume
2. festgelegte Stellen/Örtlichkeiten der Erdoberfläche ohne Rücksicht auf politische, geographische oder topographische Zugehörigkeit; hierzu verwendet man die Längen- und Breitengrade
3. physiogeographische Gegebenheiten u. a. nach physischen, topographischen und klimatischen Gesichtspunkten
4. Staaten nach den politischen Verhältnissen